# A New Flame (single)
A New Flame is een nummer van de Britse band Simply Red uit 1989. Het is de derde single van hun gelijknamige derde studioalbum.
Het nummer werd een bescheiden hitje in Europa en Oceanië. In het Verenigd Koninkrijk wist het de 17e positie te behalen, en in de Nederlandse Top 40 haalde het de 27e positie.